# 格倫科 (加利福尼亞州)
格倫科（英語：Glencoe）是位於美國加利福尼亞州卡拉韋拉斯縣的一個非建制地區。該地的面積和人口皆未知。

## 地理
格倫科的座標為37°21′15″N 120°35′06″W / 37.35417°N 120.58500°W，而該地的平均海拔高度為838米（即2749英尺）。